# Birmingham (Míchigan)
Birmingham es una ciudad ubicada en el condado de Oakland en el estado estadounidense de Míchigan. En el Censo de 2010 tenía una población de 20.103 habitantes y una densidad poblacional de 1.615,7 personas por km².

## Geografía
Birmingham se encuentra ubicada en las coordenadas 42°32′41″N 83°13′00″O / 42.54472, -83.21667. Según la Oficina del Censo de los Estados Unidos, Birmingham tiene una superficie total de 12.44 km², de la cual 12.41 km² corresponden a tierra firme y (0.25%) 0.03 km² es agua.

## Demografía
Según el censo de 2010, había 20103 personas residiendo en Birmingham. La densidad de población era de 1.615,7 hab./km². De los 20103 habitantes, Birmingham estaba compuesto por el 92.3% blancos, el 3.04% eran afroamericanos, el 0.15% eran amerindios, el 2.51% eran asiáticos, el 0% eran isleños del Pacífico, el 0.36% eran de otras razas y el 1.63% pertenecían a dos o más razas. Del total de la población el 2.08% eran hispanos o latinos de cualquier raza.